# Cabane de Tracuit
Die Cabane de Tracuit ist ein alpines Schutzhaus der Sektion Chaussy des Schweizer Alpen-Clubs (SAC) in den Walliser Alpen. Sie liegt südöstlich der Les Diablons am westlichen Rand des Turtmanngletschers in einer Höhe von 3256 m ü. M. im Schweizer Kanton Wallis.

## Geschichte
Die ursprüngliche Hütte wurde 1929 erbaut. Erweiterungen erfolgten in den Jahren 1938, 1968 und 1981.
2012–2013 wurde neben der bestehenden Hütte eine neue erbaut, die im Juni 2013 eröffnet wurde. Die alte Hütte wurde mittlerweile abgerissen. Lediglich ihre Grundmauern sind noch erhalten und dienen als Sonnenterrasse.
Die neue Hütte bietet 116 Schlafplätze, verteilt auf mehrere Schlafsäle sowie einige Vierbettzimmer.

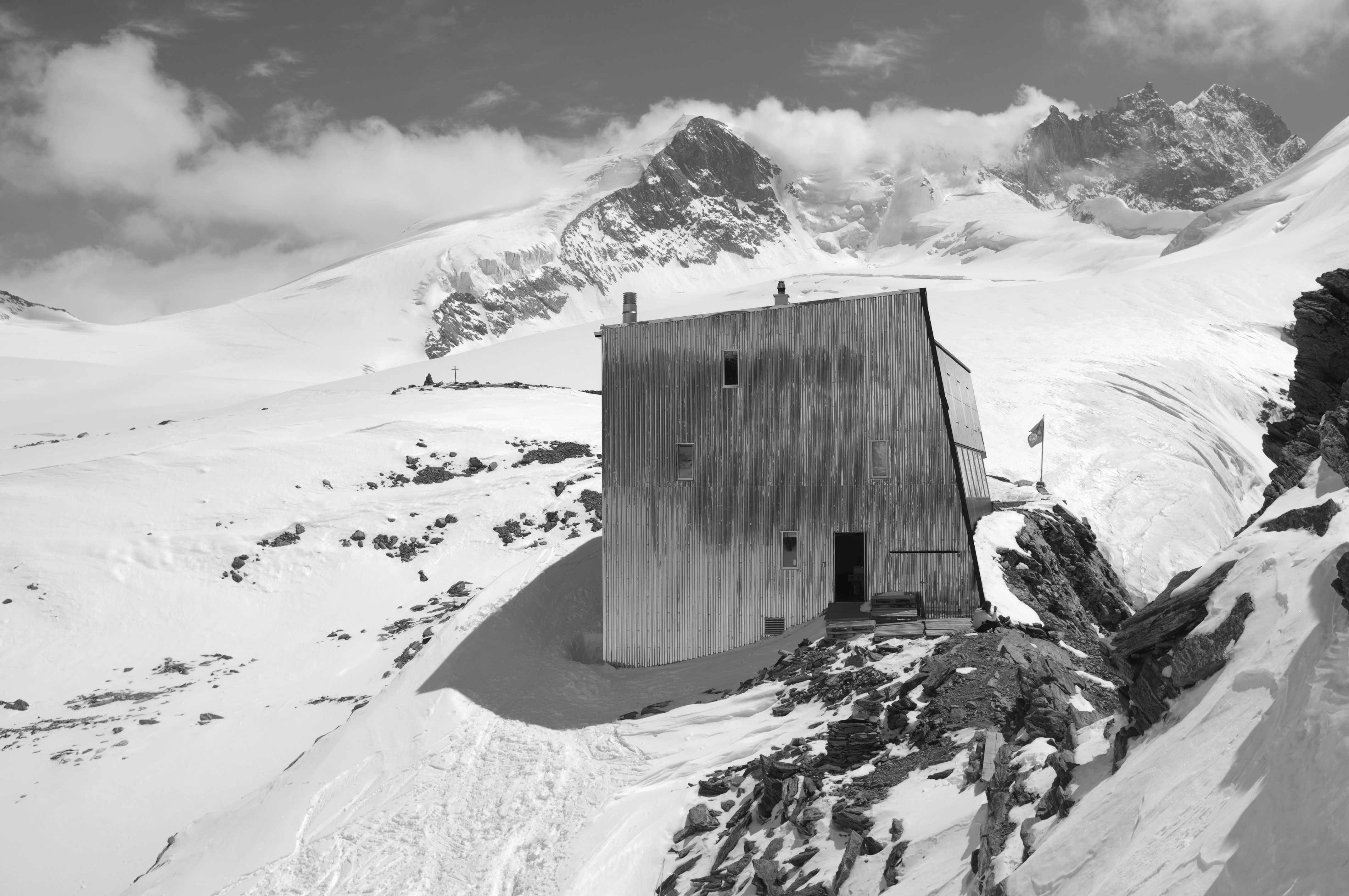
Cabane de Tracuit vor Bishorn und Weisshorn
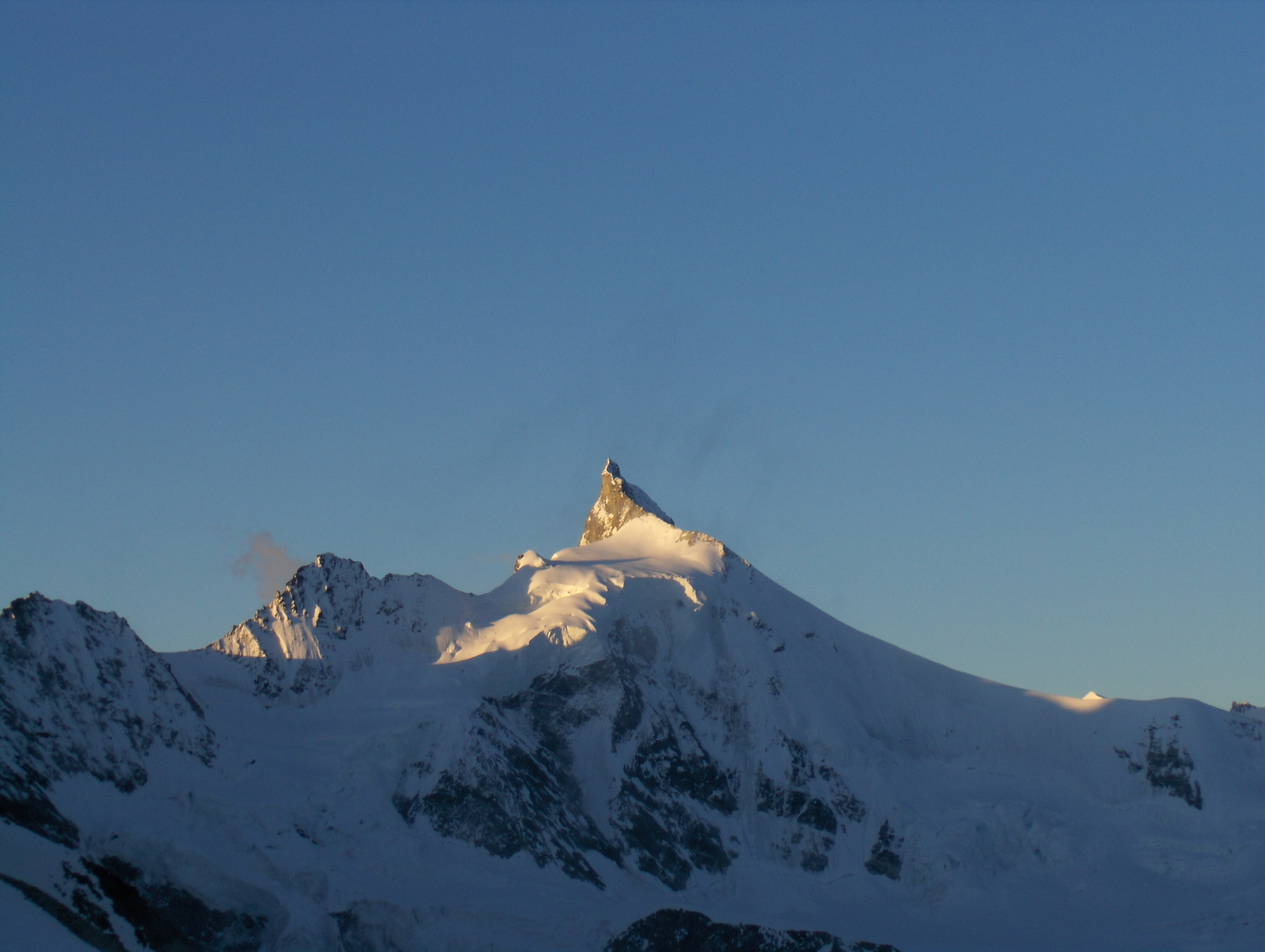
Blick von der Hütte bei Sonnenaufgang: Zinalrothorn (4221 m)
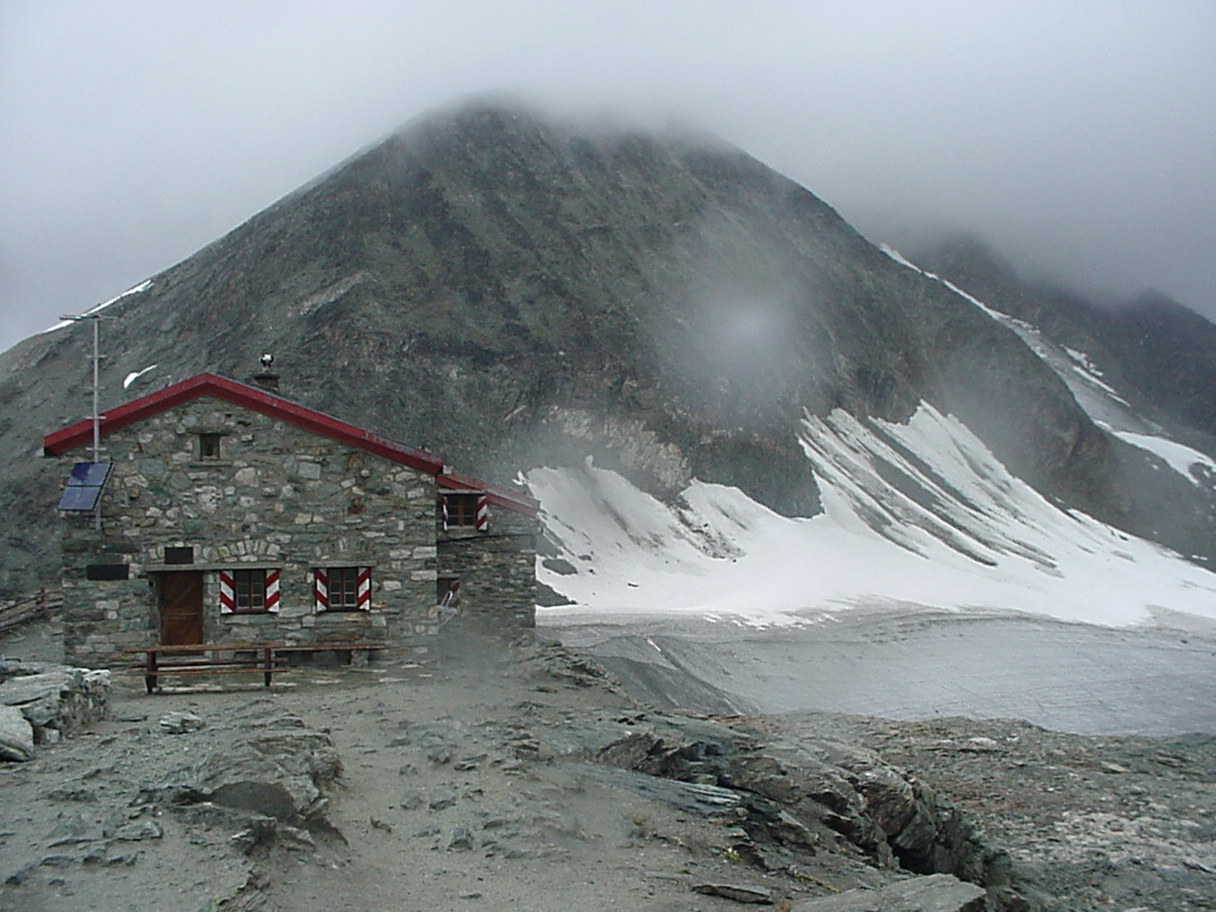
Die ehemalige Hütte (2003)

## Aufstieg
Der kürzeste Aufstieg (Normalroute) zur Hütte beginnt in Zinal im hinteren Val d’Anniviers und dauert etwa 4,5 Stunden, Aufstieg 1580 Höhenmeter, Schwierigkeitsgrad T4.

## Gipfelbesteigungen
Die Cabane de Tracuit ist Ausgangspunkt für eine Besteigung von Bishorn (4151 m ü. M.), Weisshorn (4505 m) und Les Diablons (3609 m).